# Ayrshirský skot
Ayrshirský skot, též ayrshire, je dojné plemeno skotu pocházející ze Skotska. V současnosti se chová hlavně v Severní Americe, ve Velké Británii, a především ve Finsku, kde toto plemeno tvoří 71 % všeho dojeného skotu. V Česku je těchto krav jen málo, ale v minulosti byl ayrshirským skotem zušlechťován český strakatý skot.

## Historie
Plemeno pochází z jihozápadního Skotska, z oblasti bývalého hrabství Ayrshire. Základ tvoří pravděpodobně místní krajové rázy skotu, ke kterým byl přikřížen skot z Dánska a Holandska, skotský náhorní skot a anglický shorthorn. Na vzniku plemene se možná podílel i jerseyský a guernseyský skot. Ayrshirský skot byl v roce 1822 importován do Spojených států, kde byla v roce 1876 založena plemenná kniha, o rok později byla plemenná kniha vydána i ve Velké Británii.

## Charakteristika
Ayrshire je plemeno menšího středního tělesného rámce, mléčného užitkového typu s jemnou kostrou, středním osvalením a málo vyvinutými plecemi. Hrudník je hluboký a poněkud plochý, hřbet rovný, záď je široká, středně dlouhá a poskytuje dostatek prostoru pro upnutí vemene, které je velké, dobře utvářené s výraznými předními čtvrtěmi. Struky jsou kratší. Končetiny ayrshirského skotu jsou kratší, suché a méně osvalené. Zvířata jsou rohatá a typický je pro ně lyrovitý tvar rohů. Zbarvení srsti je strakaté, barevné plochy jsou hnědé nebo červené, hlava je převážně pigmentovaná s lysinou, ale některá zvířata jsou téměř bílá a barevných ploten mají na těle jen málo. Konstituce je pevná, skot tohoto plemene je odolný, skromný, plodný a dlouhověký a má též dobrou pastevní schopnost.
Je to plemeno dojné, šlechtěné na mléčnou užitkovost. Produkce mléka za normovanou laktaci v roce 2001 ve Velké Británii činila 5890 kg mléka, ve Spojených státech ve stejném roce 7014 kg ve Finsku dosáhly v roce 2004 celoroční produkce 8150 kg mléka s průměrným obsahem 4,2 % tuku a 3,4 % bílkovin. Masná užitkovost je malá, jatečná výtěžnost vyřazených krav je nízká a mladý skot se dá vykrmovat jen do nižších porážkových hmotností.